# Carl Christian Ernst Hartmann
Carl Christian Ernst Hartmann (13. september 1837 – 4. september 1901) var en dansk billedhugger. Han var søn af J.P.E. Hartmann. 
Han startede sin uddannelse på F.F. Helsteds Tegneinstitut, som elev af billedhuggeren August Saabye. 1855 blev han elev af Herman Wilhelm Bissen på Kunstakademiet og i 1859 vandt han Akademiets lille sølvmedalje. Samme år debuterede han som udstiller med en springvandsfigur Thors Kamp med Midgaardsormen.
Fra 1863-1866 boede han i Rom, hvor han bl.a. udførte en kolossalstatue, Alexandros, som kan ses på Nordjyllands Kunstmuseum. I 1868 fik han Det anckerske Legat, og rejste igen til Rom. Der lavede han statuen Den døende Abel. Andre af hans værker er Diomedes (Statens Museum for Kunst), En Dreng, der forfølges af en Gase (1860) Eva, Apollo synger for Hyrderne (relief i porten Frederiksborggade 20, København), Psyche (1889) og Hero (1891). Sammen med Bertel Thorvaldsen lavede han Johannesgruppen til Vor Frue Kirke. 
I en årrække var han kunstanmelder for Nationaltidende og Illustreret Tidende.